# Ribeira do Roxo
A Ribeira do Roxo é um curso de água no Distrito de Beja, em Portugal. Nasce a ocidente da cidade de Beja, e desagua na margem direita do Rio Sado, na povoação de Ermidas, no concelho de Santiago do Cacém.

## Descrição e história
A ribeira está integrada na bacia hidrográfica do rio Sado, sendo represada pela Barragem do Roxo.
A ribeira do Roxo foi descrita nas memórias paroquiais de 1758, transcritas pelo padre João Rodrigues Lobato na sua obra Aljustrel Monografia, publicada em 1983: «[a freguesia de São João de Negrilhos] tem um rio chamado do Roxo, tem a sua origem junto da cidade de Beja. Nasce quieto e assim se conserva e corre maior parte do ano, e não é navegável. E corre do nascente para poente. Os peixes que cria são barbos, ou picões, eirozes e pardelhas. As pescarias é somente no tempo que corre. As pescarias são livres em todo o rio. As suas margens se cultivam, não tem arvoredo, só frutos da terra, como milhos, melões e melancias. Sempre conserva o mesmo nome. Morre no Rio Sado, e entra no lugar chamado Algeda. Não tem pontes de cantaria, mas tem uma ponte de pau na herdade do Sêrro Calvo. Tem três moinhos, no circuito da freguesia [de São João de Negrilhos], e oito fora da freguesia. Os povos usam livremente das suas águas. Tem sete léguas e passa pela freguesia de Santa Vitória, e Ervidel, ambas termo da cidade de Beja; e por esta de São João, e de Nossa Senhora do Roxo e dos Bairros, que donde acaba».
Segundo João Rodrigues Lobato, os moinhos já estavam em ruínas, embora um deles ainda se encontrasse num estado de conservação razoável, permitindo perceber que tinha uma estrutura em abóbada, composta por tijolo e argamassa. Estava situado no leito da ribeira e junto à entrada do açude, entre o dique da Barragem do Roxo e Pego do Inferno, sendo conhecido pelos habitantes locais como Cágado devido à sua configuração, e por ficar totalmente submerso durante as cheias. Com efeito, nas imediações existia uma casa que servia de abrigo para o moleiro e para preservar o grão e as ferramentas, quando o moinho ficava inundado. Era de pequenas dimensões, sendo muito semelhante aos moinhos de água dos rios Guadiana e Ardila, de origem islâmica.
Em 2022 foi alvo de obras de recuperação ambiental na área das Calveiras da Granja, na freguesia de São João de Negrilhos. Esta intervenção foi promovida pela Associação de Beneficiários do Roxo, e incluiu o desassoreamento e a desobstrucção da ribeira, de forma a evitar a ocorrência de inundações nos territórios agrícolas em redor e nas estradas 383 e 527-2. Foi removida a vegetação, detritos e alguns muros antigos, de de forma a repor o percurso natural da ribeira. Do ponto de vista da recuperação ambiental, foi feita a trituração de parte da vegetação dos taludes e a criação de faixas arborizadas, no sentido de absorver os nutrientes em circulação e evitar o arrastamento do solo.